# Linhagem C.37
A linhagem C.37, também chamada de variante Lambda, é uma variante do SARS-CoV-2 do vírus que causa a COVID-19. Foi detectado pela primeira vez no Peru em dezembro de 2020. Em 14 de junho de 2021, a Organização Mundial da Saúde nomeou-a variante Lambda e designou-o como uma variante de interesse. Tem se espalhado por pelo menos 30 países em todo o mundo e pode ser mais resistente a vacinas contra a COVID-19 em comparação com outras cepas. Também é sugerido que a variante Lambda é mais infecciosa que a Variante Alfa ou a Variante Gamma.

## Mutações
O genoma Lambda tem as seguintes mutações de aminoácidos, todas no código de proteína de pico do vírus: G75V, T76I, Δ246-252, L452Q, F490S, D614G e T859N. A variante Lambda também continha uma nova deleção (Δ246-252) e múltiplas mutações não sinônimas (G75V, T76I, L452Q, F490S, D614G e T859N) no gene que codifica a proteína viral spike.

## História
As primeiras amostras da variante Lambda foram detectadas no Peru em dezembro de 2020 e em abril de 2021, mais de oitenta por cento dos novos casos de COVID-19 no Peru eram da nova variante.
Em junho de 2021, a variante Lambda começou a se espalhar pela América do Sul e foi detectada em vinte e nove países no total, especialmente na Argentina, Chile e Equador. A OMS designou a variante Lambda como uma "variante de interesse" em 14 de junho de 2021. Em meados de junho de 2021, 90,6% dos novos casos COVID-19 em Arequipa e 78,1% dos novos casos em Cusco eram a variante Lambda de acordo com a Ministério da Saúde do Peru.
Em 6 de julho, a Austrália relatou seu primeiro caso da variante Lambda em um viajante estrangeiro que estava em um hotel de quarentena em New South Wales em abril.